# Мунгала (приток Свири)
Мунгала (Мунгола) — река в России, протекает по Лодейнопольскому району Ленинградской области.
Течёт на северо-запад. Устье реки находится в 83 км по левому берегу реки Свири, в посёлке Свирьстрой. Длина реки составляет 11 км.

## Данные водного реестра
По данным государственного водного реестра России относится к Балтийскому бассейновому округу, водохозяйственный участок реки — Свирь без бассейна Онежского озера, речной подбассейн реки — Свирь (включая реки бассейна Онежского озера). Относится к речному бассейну реки Нева (включая бассейны рек Онежского и Ладожского озера).
Код объекта в государственном водном реестре — 01040100712102000012738.

## Галерея

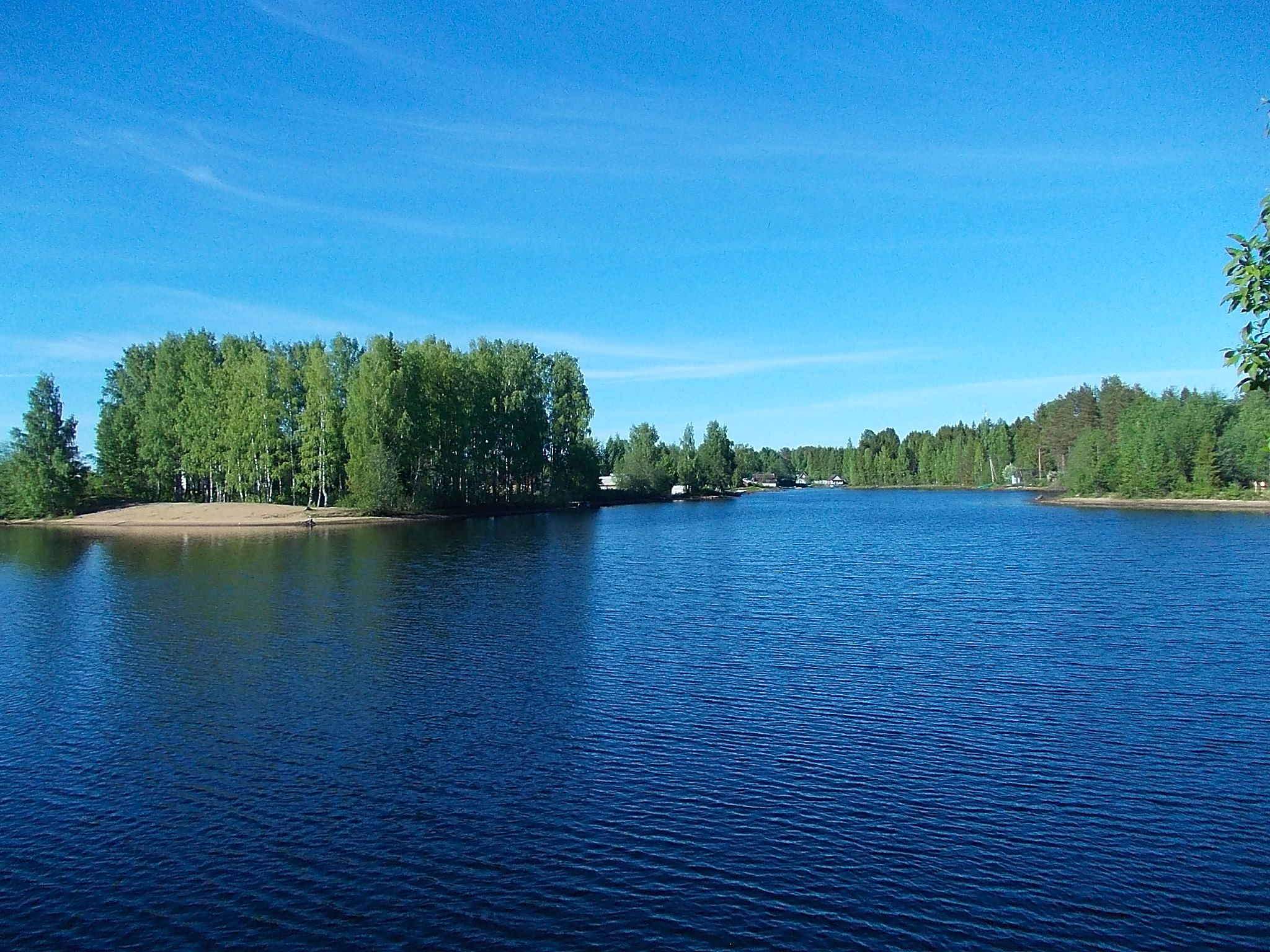
Разлив реки Мунгала в устье
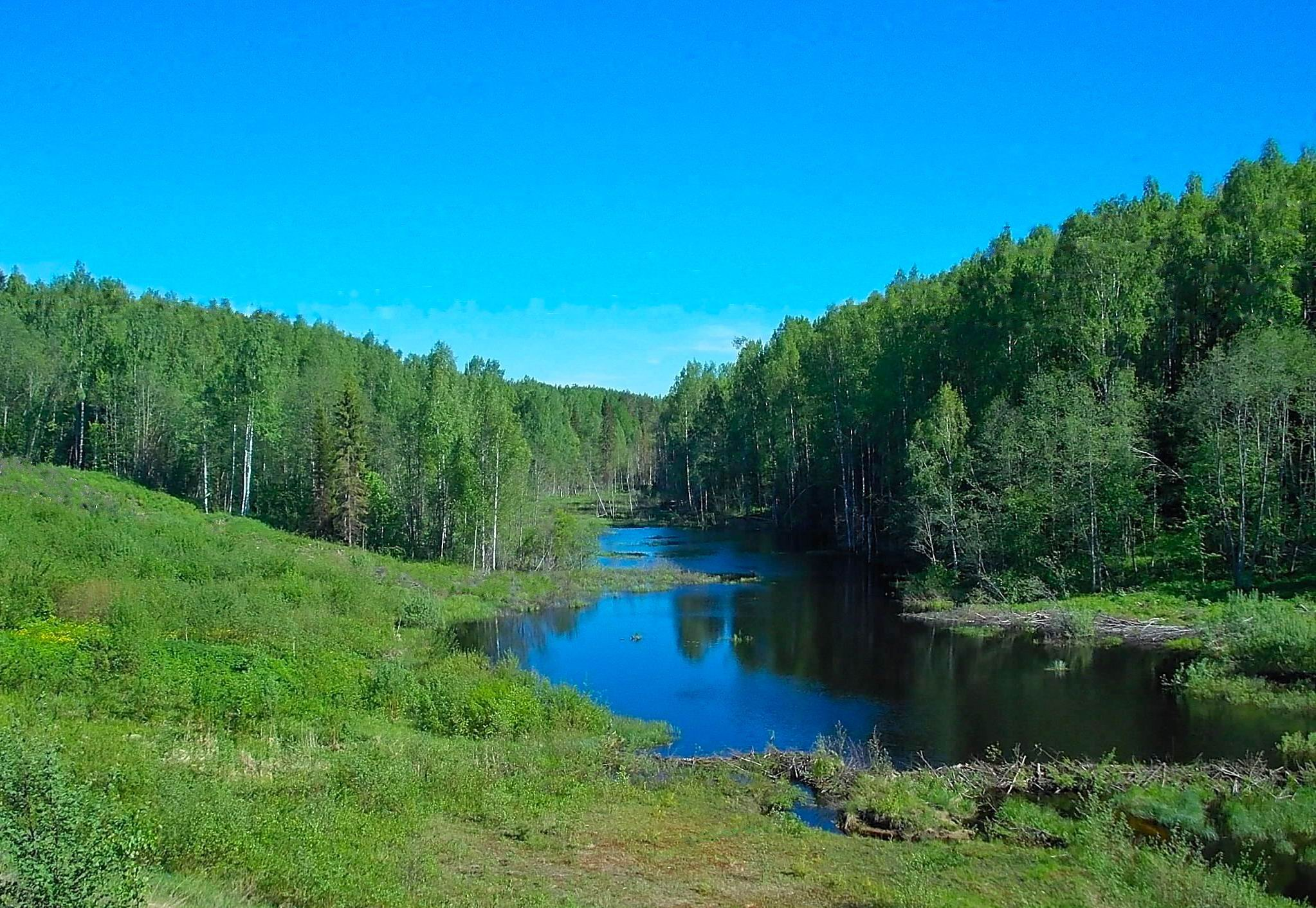
Мунгала у автодороги Р37